# Cecilia Betham
Cecilia Betham (janvier 1843 - 18 avril 1913) est une archère irlandaise,.

## Biographie

### Enfance et famille
Cecilia Betham est née à Tunbridge Wells dans le Kent en janvier 1943. Elle est l'unique fille et la deuxième enfant de l'archiviste, Molyneux Cecil John Betham (1813-1880) et d'Elizabeth Betham (née Ford). Ses grands-parents maternels sont Sir Richard Ford, magistrat en chef (1800-1806) et une peintre amateur, Marianne (née Booth). Son oncle est l'écrivain Richard Ford. Dans sa jeunesse, la famille vit à Londres au 123, Park Street, près de Grosvenor Square en 1846 et Clarges Street en 1851, où elle fait ses études à la maison. En 1829, Molyneux Betham est nommé héraut d'armes de Cork puis vice-roi des armes d'Ulster en 1834. La famille retourne en Irlande après la mort du grand-père paternel de Betham, William Betham, le 26 octobre 1853.
Betham épouse son cousin germain William Sheffield Betham dans le Devon le 27 août 1874. William est fonctionnaire du conseil du gouvernement local et membre des County of Dublin Archers. Il est le fils aîné du héraut de Dublin, Sheffield Philip Fiennes Betham. Ils ont une fille, Gertrude Cecilia Betham, et vivent au 1 Tobernea Terrace, Seapoint, Blackrock. Betham devient veuve à la mort de William le 12 avril 1876. Elle épouse John Edmond Corbett, lui aussi veuf, le 23 juin 1891. Avec Gertrude et Mildred, la fille de Corbett, le couple vit à "Everest" sur Lillington Road à Lillington. Après la mort de Corbett le 8 décembre 1904, Betham déménage à « The Beeches » au 69 Stafford Street, Market Drayton, où elle meurt le 18 avril 1913.

### Carrière de tir à l'arc
Ils emménagent dans la maison de William Betham à Rockford, Blackrock, Dublin, et c'est ici que Betham développe un intérêt pour le tir à l'arc. Avec son père et d'autres parents vivant dans le quartier, elle devient membre des County of Dublin Archers, l'un des principaux clubs de tir à l'arc d'Irlande à l'époque. Sa première victoire nationale est en deuxième place au championnat irlandais féminin d'août 1863 au terrain de cricket et de tir à l'arc de Carlisle à Bray, lors de la seconde édition de cette compétition. Elle arrive deuxième derrière Mme Horniblow, une archère importante du tir à l'arc anglais, avec Betham égalant les coups sûrs de Horniblow à 50 mètres de distance. Ce concours est le début d'une rivalité entre les deux qui dure plusieurs années,.
Betham a vaincu Horniblow lors de la compétition de tir à l'arc de Leamington et Midland du 15 au 16 juin 1864, et au concours Crystal Palace du 30 juin au 1er juillet de la même année. 1864 est le point culminant de sa carrière lorsqu'elle remporte le championnat britannique au Grand National Archery Competition, qui se tient à Alexandra Park, Londres, du 6 au 8 juillet. Elle remporte son premier championnat national irlandais la même année lors de la compétition organisée sur le terrain du Leinster Cricket Club, à Portobello, Dublin, du 27 au 28 juillet. Elle remporte les championnats nationaux britanniques en juillet 1865 à Clifton, Bristol, en juillet 1866 à Crown Point, près de Norwich, et en juillet 1868 à l' hippodrome de Hereford. Elle est finaliste à cette compétition en juillet 1867 à Preston, près de Brighton, et termine quatrième en juillet 1869 à Aston Park, près de Birmingham.
En août 1865, au Stirlingshire Cricket Club, Livilands, Stirling, elle remporte le titre national écossais. En juin 1865 et août 1867, elle remporte les championnats nationaux irlandais à l'Exhibition Palace de Dublin. Elle est vice-championne de Mme Horniblow en août 1866 au concours irlandais. Elle remporte les championnats de Leinster en septembre 1866 et août 1867 à l'Exhibition Palace, deux championnats d'Ulster en août 1866 à Ulsterville, Belfast et en août 1867 à Armagh, et deux championnats de Munster en septembre 1867 à Limerick et en septembre 1868 au château de Mallow.